# NGC 2149
NGC 2149 ist ein Reflexionsnebel im Sternbild Monoceros. Das Objekt wurde am 17. Januar 1877 von Edouard Stephan entdeckt.